# Jasmine (ダンサー)
 大江ジャスミンゆか（おおえジャスミンゆか、10月1日 - ）は、日本の茨城県水戸市出身のベリーダンサー・振付家である。
「Jasmine Bellydance Studio」代表。

## 概要
2005年、当時学生であった頃、気晴らしとして偶然レッスンを受けにいったベリーダンスの魅力に取り憑かれ、国内外の様々なダンサーから指導を受け始める。
その後約8年間、主に東京と地元茨城を中心として、各地のショーやイベントに出演し、ダンサーとしてのステージ経験を積んだ。
2013年、講師として指導していたカルチャースクールが事前通告無く突然閉鎖されるなどの紆余曲折を経て、地元茨城にベリーダンススタジオを設立。
また、日本におけるベリーダンスの文化的要素、あるいは認知度を若い世代から高めることが重要であると捉え、いち早くキッズクラスも開設した。
少人数制による丁寧な指導をスタジオの方針としており、定例レッスン以外の個別指導にも対応している。
講師活動に並行し、ステージショー出演や振付指導のほか、心身のポテンシャルを高めるため、ダンス以外の講習会やイベント等にも頻繁に足を運んでいる。
Jasmineというダンサーネームは、映画『アラジン』のヒロインであるジャスミンに似ていると周囲から言われたことが由来している。

## ダンススタイル
幼少期にクラシックバレエの経験があったことから、ベリーダンスにバレエの要素を融合したエレガントスタイルベリーダンスを模索する。
また、身体表現によってストーリー性展開とその世界観の再現を試み、シアトリカルベリーダンスと呼ばれるジャンル開拓に力を入れている。
そして2017年頃からは、日本古来より伝わる体術や剣術に関する所作要素が効率的な身体の動きに連動していることに気付く。それらを取り入れた和中東洋折衷とも言えるようなステージングに挑戦を始め、その様式のベリーダンスをニッポニズム様式と命名。巷でよく見られるような表面上の「和風〜」とは一線を画す内容に発展させるべく、日々、人体と動作の研究に励んでいる。

## 特徴

### 剣の舞と滑らかな動作
最も得意としているのは剣を用いた演舞である。
特に、剣を頭に乗せたままの高速スピンと、そのバランス感覚には定評がある。
また、シミー(ラーシャ)やアンジュレーションといった、胸や肩、脚腰の基本的な動きはもちろんのこと、多くのベリーダンサーが見落としがちである指先・爪先の動きまで、神経を研ぎ澄ませた滑らかな動作が特徴である。
Jasmineのパフォーマンスについて、みと全国ダンスコンペティションで審査員を務めた劇団四季バレエ講師の本多実男は、「絶え間ない鍛錬の賜物。コンペという場で見るのは勿体ないほどだ。世界観も、まるで映画のワンシーンを見ているようだった。」と講評。
さらに、The ONE 2017において特別審査員を務めたブラジル人ベリーダンサーのEsmeralda Coraboneは、Jasmineが最終的には3位に留まったにも関わらず、「動きに関しては言うことが無い。(小柄なJasmineに対して)あとはどうやって自分を大きく見せるかだ。」などと英語で述べ、大会後、「Beautiful Jasmine！」と賛辞を贈っている。
一方で、ベリーダンスを始めて数年経った時期には、ベテランのダンス講師から「ベリーダンスの動きがまるでできていない。練習が足りない。」などと酷評されたことがある。
その時に感じた悔しさが、今日までベリーダンスの技術を磨き続けるモチベーションの一つになっているとも述べている。

### エレガントスタイル
ベリーダンスには地域色豊かな様々なスタイルが存在するが、Jasmineは「バレエの繊細さとベリーダンスの優雅さ」を融合したスタイルを模索中であり、それを「エレガントスタイル」と位置付けている。
なお、自身のベリーダンスについては、特にBellydance Superstarsの面々から大きな影響を受けていると語っている。

### シアトリカルベリーダンス
演劇などの舞台にダンスの要素を取り入れることは近年よく見られるが、Jasmineは、ベリーダンスの構成のみでそのストーリー性を伝えることをライフワークとしている。
これを「シアトリカルベリーダンス」と命名し、地元の茨城では最大級のイベントでもある水戸黄門まつりなどにおいて、自身の生徒と共に、老若男女が楽しめるようなステージを作り上げている。
2018年12月時点では、不死鳥伝説をモチーフとした「火の鳥」や、日本の伝記を基にした「素戔嗚尊(すさのおのみこと)」、水戸黄門こと徳川光圀にちなんだ「龍神」といった作品を披露している。

### 爆発的エネルギーの表現
2019年4月には、自身のダンスに足りない要素を追い求め、日本エアギター選手権東京予選に出場。
結果は5位で決勝大会進出はならなかったが、ベリーダンス界ではあまり見られない爆発的なエネルギーの躍動を大会から感じ取り、「技術の上に一段積み上げるべき要素」と述べている。
かねてから、自分が得意とするジャンルのみに固執することで、更なる可能性を失ってしまうことを危惧しており、様々な「畑違いの経験値」を重要視する傾向にある。

## 使用する主なプロップ(小道具)
剣(シミター)、日本刀(模造刀)、斬馬刀、ヴェール(ダブルヴェール含む)、ファンヴェール、イシスウイング、タンバリン、キャンドル、ジル、ヴェールポイ、薙刀、ライトセーバー 、エアギター他
2018年5月、日暮里サニーホールで開催された日本ベリーダンスフェスティバルにおいて、ベリーダンス界では非常に珍しい「薙刀の舞」を披露。
また、剣とファンヴェールを同時に操る型破りなパフォーマンスを見せ会場を沸かせた。
日本ベリーダンス界のパイオニアである海老原美代子は、このステージを見て、自身のブログで「ダイナミックなパフォーマンスで、今後が楽しみである。」などと評している。

## 人物

### 趣味・嗜好
趣味はミニ四駆とサッカー観戦。
茨城県常陸大宮市のNPO法人「あきない組」が、ミニ四駆用サーキットの世界最長記録に挑戦し、それがギネス世界記録に認定されたことがミニ四駆を始めるきっかけであったと語っている。
幼少の頃、世間ではミニ四駆の第二次ブームが到来。Jasmineによれば、TVチャンピオンを始めとした特集などを目にし、当時から興味を持っていた。しかし、「ミニ四駆＝男の子の趣味」という風潮が強かったため、興味があることを周囲に言えなかったとのこと。
それから約20年が経ち、上記ギネスチャレンジの存在を知ったJasmineは、早速あきない組主催のイベントレースに参加。
始めて間もない頃には、「大人になってからこんなに真剣に勝負できる趣味はなかなか無い。小さい頃にやりたかったミニ四駆ができて本当に嬉しい。」と語っている。
以後、自身の仕事であるダンサー業とも並行して「ミニヨンダンサー」を自称。製作したマシンは、ピラミッドやバステト神、スカラベなどといった中東地域に由来したドレスアップをしている。
また、ミニ四駆の魅力については、「世界に一台しかない自分だけのマシンが作れる。ダンスにおける振付けと似ている。そこに愛着が湧く。」ことだという。
ミニ四駆の発売元であるタミヤ模型が主催する公式大会を始めとし、地元のサッカークラブである水戸ホーリーホックの特別イベントをサポートする等、ミニ四駆を通じてダンスステージ以外のイベントにもしばしば顔を見せている。
2024年には、山形県のNDソフトスタジアム山形で行われたミニ四駆イベントに参加しており、練習走行時のMCを務める姿が目撃されている。
上述したとおり、地元水戸市をホームタウンとするサッカークラブである水戸ホーリーホックの熱心なサポーターでもあり、毎年シーズンパスポートを購入し、ケーズデンキスタジアム水戸に足を運んでいる。
また、試合の応援には、ホワイトボードにその時々に思いついたフレーズを掲げる姿が目撃されており、DAZNやサッカーダイジェストといった各メディアに取り上げられることが多く見られる。

### 特技
特技は英語。
独学であるが、本人曰く、「なぜか帰国子女によく間違えられることがある。」とのこと。
高校時代にはアメリカに語学留学、神田外語学院在学時にはマレーシアでホテル研修をしており、英語のスキルをさらに磨いた。
実際に、海外のダンサーやミニ四駆レーサーたちと流暢な英語で会話する様子が目撃されている。

### その他
高校時代には、学園祭にて披露するダンスの指導をする役目を引き受け、当時から指導者としての片鱗を見せていたと当時の友人らが語っている。
好きなアニメ作品は『名探偵コナン』。特に、劇場版のオープニングに流れるテーマ曲を聴くと非常にテンションが高まってくるとのことである。
学生時代から『ポケットモンスター』の愛好家であり、愛用のニンテンドー3DSはピカチュウ仕様のものである。
『逆転裁判』シリーズの愛好家でもあり、予定の無い休日には一日中プレイしていることもあると語っている。
愛猫家。アルフレッドとクローディアという二匹の猫を溺愛している。二匹とも元々は野良猫であったが、Jasmineが保護しそのまま飼い猫となっている。2024年時点では、この二匹の他に、ライラ、チャイ、マルスという三匹の保護猫を家族に迎えている。
学生時代より、サッカーJリーグの鹿島アントラーズ、水戸ホーリーホックなどで活躍した元日本代表FW鈴木隆行のファンであると公言している。
また、2019シーズンから水戸に加入した志知孝明について、「鈴木隆行に似た武士道的精神を感じさせる選手。」とし、チームの「推しメン」に挙げている。
水戸市の偕楽園で毎年2月から3月にかけて開催される水戸の梅まつり期間中には、水戸産ブランド梅ふくゆいを使用した菓子類の販売員も務めており、水戸のふくゆい娘を自称している。
コーヒーの愛好家でもあり、特に一般社団法人日本焙煎技術普及協会が推奨する『アームズメソッド®︎』と呼ばれる抽出法にこだわりがある。本人曰く、焙煎前にコーヒー豆をよく洗浄することが重要と語っている。
好きな音楽のジャンルは多岐にわたるが、その中でもよく聴くのはWANDSであり、特に上杉昇が在籍した時期の楽曲を好んで聴いているという。

## 古武術とヒモトレ

### 古武術について
Jasmineは、ベリーダンスやバレエ以外の要素として、日本の古武術を取り入れていると語っている。
力の入ったままの緊張した身体は美しい動きを妨げる場合があるとし、不要な力を抜くためには古武術における体術が参考になるのだという。

### ヒモトレについて
また、丸紐を体に巻きつけることで体の感覚を養うといわれる「ヒモトレ」も積極的に取り入れており、普段から身体の随所に紐を身につけている。
このヒモトレを生み出したバランストレーナーの小関勲に師事しており、自身のスタジオにおいてもヒモトレを取り入れたレッスンを実施している。

## 主な受賞歴
みと全国ダンスコンペティション オールジャンル部門第3位。
ベリーダンスコンペティション The ONE 2017 フュージョンソロ部門第3位。

## 出演等
ラジオ
- 「Rose LoveのLOVE力」（ブルーレディオドットコム、2018年）海老原美代子が特別ゲストとして出演
- 「阿里香のAn-more Night」(ゆめのたね放送局、2021年〜) 年末のゲスト出演が恒例化している